# Ealdred II de Bernicie
Pour les articles homonymes, voir Ealdred (homonymie).
Ealdred (mort en 1038) est comte de Bernicie du début des années 1020 à sa mort.

## Biographie
Ealdred est le fils d'Uchtred le Hardi et d'Ecgfrida, fille de l'évêque de Durham Aldhun. Il succède à son oncle Eadwulf Cudel en tant que comte de Bernicie vers 1020-1025. Vers la même date, il venge son père en tuant son assassin Thurbrand. La faide se poursuit : il est à son tour assassiné par Carl, le fils de Thurbrand, en 1038. Son frère Eadulf lui succède.
Sa fille Ælfflæd est la première épouse du comte Siward.